# Eisenbahnmuseum Sochaczew

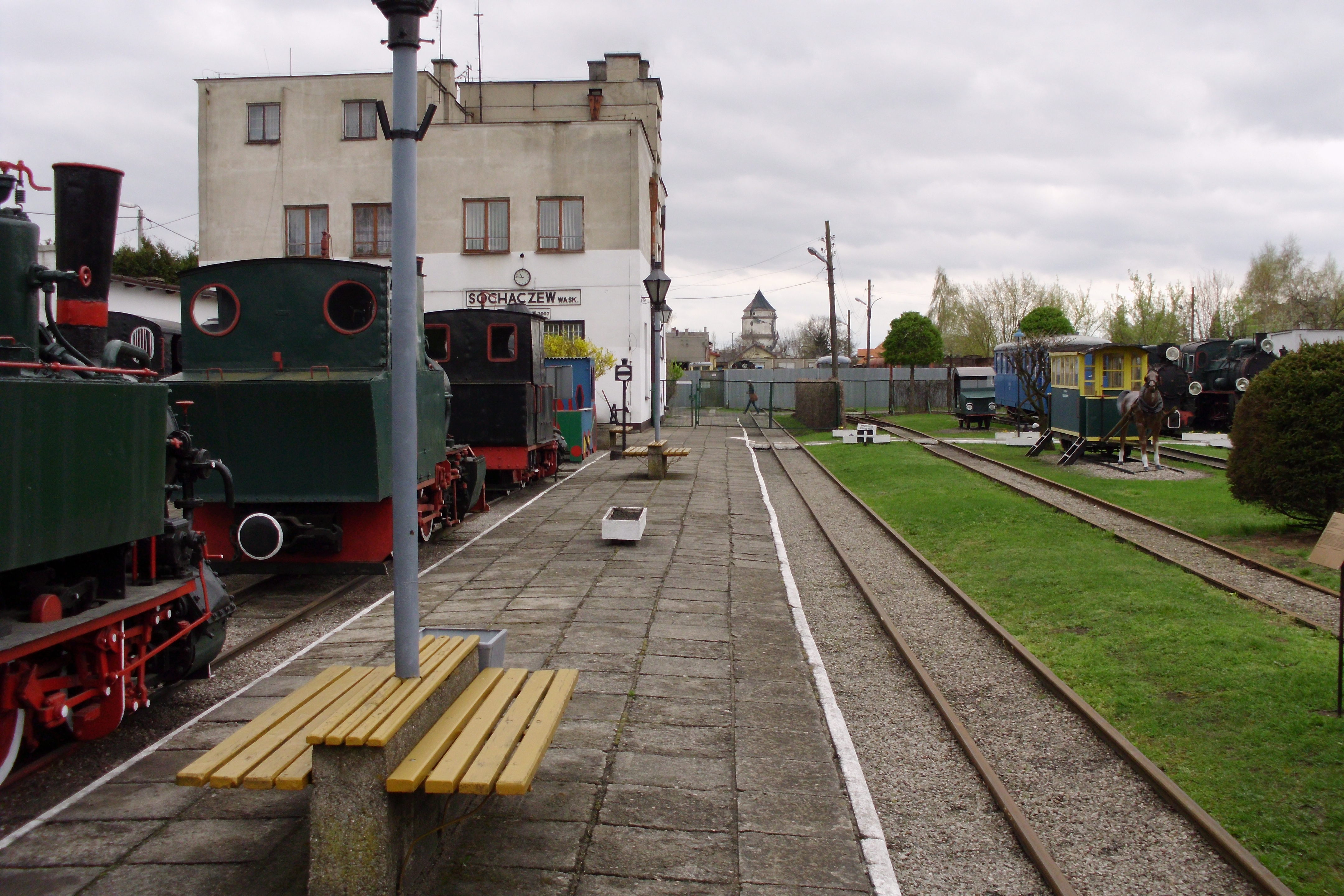
Loks auf dem Freigelände des Museums

Das Eisenbahnmuseum Sochaczew („Muzeum Kolei Wąskotorowej w Sochaczewie“, deutsch: „Schmalspurmuseum Sochaczew“) ist die ehemalige Außenstelle des Eisenbahnmuseums Warschau der Polnischen Staatsbahnen (PKP) für Schmalspurfahrzeuge der Spurweite 750 mm. Seit 2005 ist es dem Museumsbahnhof von Warschau unterstellt.
Es befindet sich im ehemaligen Kleinbahnhof Sochaczew (heute Sochaczew Muzeum) und zeigt Exponate zur Geschichte der Schmalspurbahnen bei den PKP und in Industriebetrieben.

## Geschichte

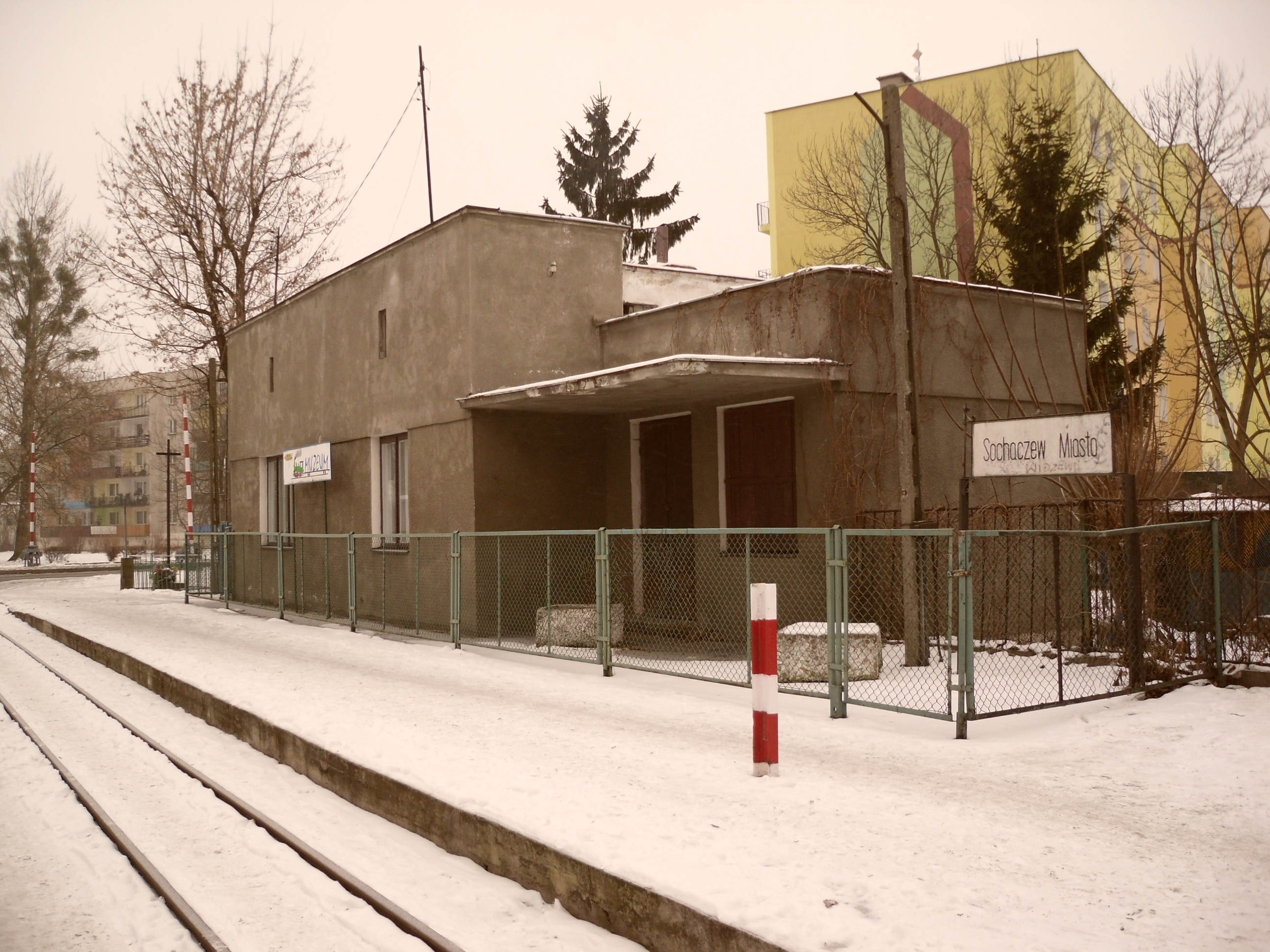
Eisenbahnstation Sochaczew Miasto

Zur Unterbringung schmalspuriger Exponate baute das Eisenbahnmuseum Warschau Außenstellen auf. Dabei erfolgte keine geografische Aufteilung, sondern die Ausstellungsstücke wurden nach Spurweite sortiert auf drei Standorte aufgeteilt: im Muzeum Kolejki Wąskotorowej Wenecja für 600 mm, in Sochaczew für 750 mm und in Gryfice für 1000 mm.
Im Museum Sochaczew sind Dampflokomotiven, Diesellokomotiven, Nebenfahrzeuge und Wagen der Spurweite 750 mm ausgestellt. Das Museum Sochaczew wurde zum 6. September 1986 auf dem Kleinbahnhof der Schmalspurbahn von Sochaczew nach Wyszogród / Piaski Królewskie eröffnet.
Das Gelände des Museums wurde bereits zehn Jahre vor Schließung der Schmalspurbahn nach Wyszogród zur Sammlung der Fahrzeuge benützt. In ihm sind ungefähr 200 Exponate erhalten, davon sind ungefähr 145 Ausstellungsstücke. Unmittelbar neben dem Ausstellungsgelände beginnt die Strecke der Museumseisenbahn von Sochaczew nach Wilcze Tułowskie. Das Museum beinhaltet historisch wertvolle Exemplare. Die älteste Lokomotive stammt aus dem Jahr 1882 und wurde bei der Zuckerfabrik Wierschoslawice eingesetzt (Zuckerfabrik Wierschoslawice 1).

## Museumsbetrieb
Nach Eröffnung des Museums wurde am Wiederaufbau der Schmalspurstrecke von Sochaczew aus gebaut. Anfang Mai 1986 verkehrte ein Probezug auf den Gleisen bis Tułowice Sochaczewskie, Der offizielle Zugbetrieb wurde dann im Jahr 1987 aufgenommen.
Nach Ausbesserung einer Brücke hinter dem Bahnhof Tułowice Sochaczewskie wurde 1991 der Betrieb des Abschnittes bis Wilcze Tułowskie im Jahr 1991 wieder aufgenommen, wo die Züge gegenwärtig enden.

## Fahrzeugbestand

### Dampflokomotiven
Neben den Lokomotiven der Spurweite 750 mm sind vereinzelt Schmalspurlokomotiven in den Spurweiten 600 mm sowie in der Meterspur vorhanden. Im Besitz des Museums sind folgende Fahrzeuge, teilweise nicht als Exponat aufgearbeitet (2023). Einige Lokomotiven werden auch gelegentlich als Zuglokomotiven für den RETRO-Zug verwendet.
| Bezeichnung                    | letzter Betreiber               | Hersteller                   | Fabriknummer      | Baujahr | Foto |
| ------------------------------ | ------------------------------- | ---------------------------- | ----------------- | ------- | ---- |
| Tx4-1315                       | PKP                             | O&K                          | 10655             | 1925    |      |
| Cukrownia Klemensów 1          | Cukrownia Klemensów             | Hanomag                      | 6272              | 1911    |      |
| WKD 66                         | PKP                             | O&K                          | 8165              | 1916    |      |
| Txb5-1431                      | PKP                             | Krauss-Maffei                | 16162             | 1942    |      |
| Tx28-1274                      | PKP                             | Fablok                       | 308               | 1928    |      |
| PKP Ty6-3286                   | PKP                             | LHW                          | 2962              | 1925    |      |
| PKP Py4-741                    | PKP                             | O&K                          | 11007             | 1925    |      |
| T-7841 „MARTHA“                | Cukrownia Pelplin               | Borsig                       | 7841              | 1911    |      |
| Tyb-3417                       | Cukrownia Pelplin               | Krauss                       | 3417              | 1896    |      |
| Tyb6-3406                      | PKP                             | Krauss                       | 4038              | 1920    |      |
| PKP Tya6-3326                  | PKP                             | Jung                         | 3054              | 1920    |      |
| Pw53-1980                      | PKP                             | Fablok                       | 2646              | 1955    |      |
| Px29-1704                      | PKP                             | WSABP                        | 184               | 1929    |      |
| PKP-Baureihe Px48              | PKP                             | Fablok                       | mehrere           | 1950    |      |
| T3-1043                        | PKP                             | Budich AG                    | 931               | 1943    |      |
| Sie1-15506                     | Cukrownia Nowy Staw             | Krauss-Maffei                | 15506             | 1934    |      |
| Zuckerfabrik Zbiersk 4         | Cukrownia Zbiersk               | O&K                          | 10914             | 1924    |      |
| Tyb-6452                       | Cukrownia Pelplin               | Krauss                       | 6452              | 1911    |      |
| PKP-Baureihe Px6-1645          | PKP                             | Podolska Wytwórnia Parowozów | 328               | 1937    |      |
| TX 1958                        | PKP                             | O&K                          | 8575              | 1918    |      |
| Zuckerfabrik Wierschoslawitz 5 | Cukrownia Tuczno                | Lokomotivfabrik Zobel        | 571               | 1907    |      |
| Cukrownia Dobre 3              | Cukrownia Dobre                 | Fablok                       | mehrere Exemplare |         |      |
| Zuckerfabrik Wierschoslawitz 6 | Cukrownia Tuczno                | Hohenzollern                 | 2008              | 1913    |      |
| Cukrownia Wierzchosławice 8    | Cukrownia Tuczno                | Smoschewer                   | 666               | 1925    |      |
| Zuckerfabrik Wierschoslawice 2 | Cukrownia Tuczno                | Krauss                       | 1321              | 1883    |      |
| Zuckerfabrik Wierschoslawice 1 | Cukrownia Tuczno                | Krauss                       | 1120              | 1882    |      |
| Fablok Typ W2B Niemce          | Cukrownia Brześć Kujawski CBK 8 | Fablok                       | 152               | 1927    |      |
| Fablok Typ Ryś                 |                                 | Fablok                       | mehrere Exemplare | 1949–   |      |
| Fablok Typ Las                 |                                 | Fablok                       | mehrere Exemplare | 1948–   |      |
| Cukrownia Tuczno 5             | Cukrownia Tuczno                | Henschel                     | 12550             | 1913    |      |
| PKP-Baureihe Kp4               |                                 | Fablok                       | mehrere Exemplare | 1950–   |      |
| Ck 22                          | Cukrownia Kruszwica             | Krauss                       | 2831              | 1893    |      |
| Cukrownia Kruszwica 11–12      | Cukrownia Kruszwica             | Henschel                     | 20314             | 1924    |      |

### Diesellokomotiven
Diesellokomotiven nehmen in der Sammlung eine geringe Rolle ein, sind aber mit den Baureihen Ld1 und Lyd1 vertreten. Gelegentlich wird für Museumszüge die Baureihe Lxd2 verwendet. Ferner sind einige Grubenlokomotiven vorhanden.

### Wagen und Nebenfahrzeuge

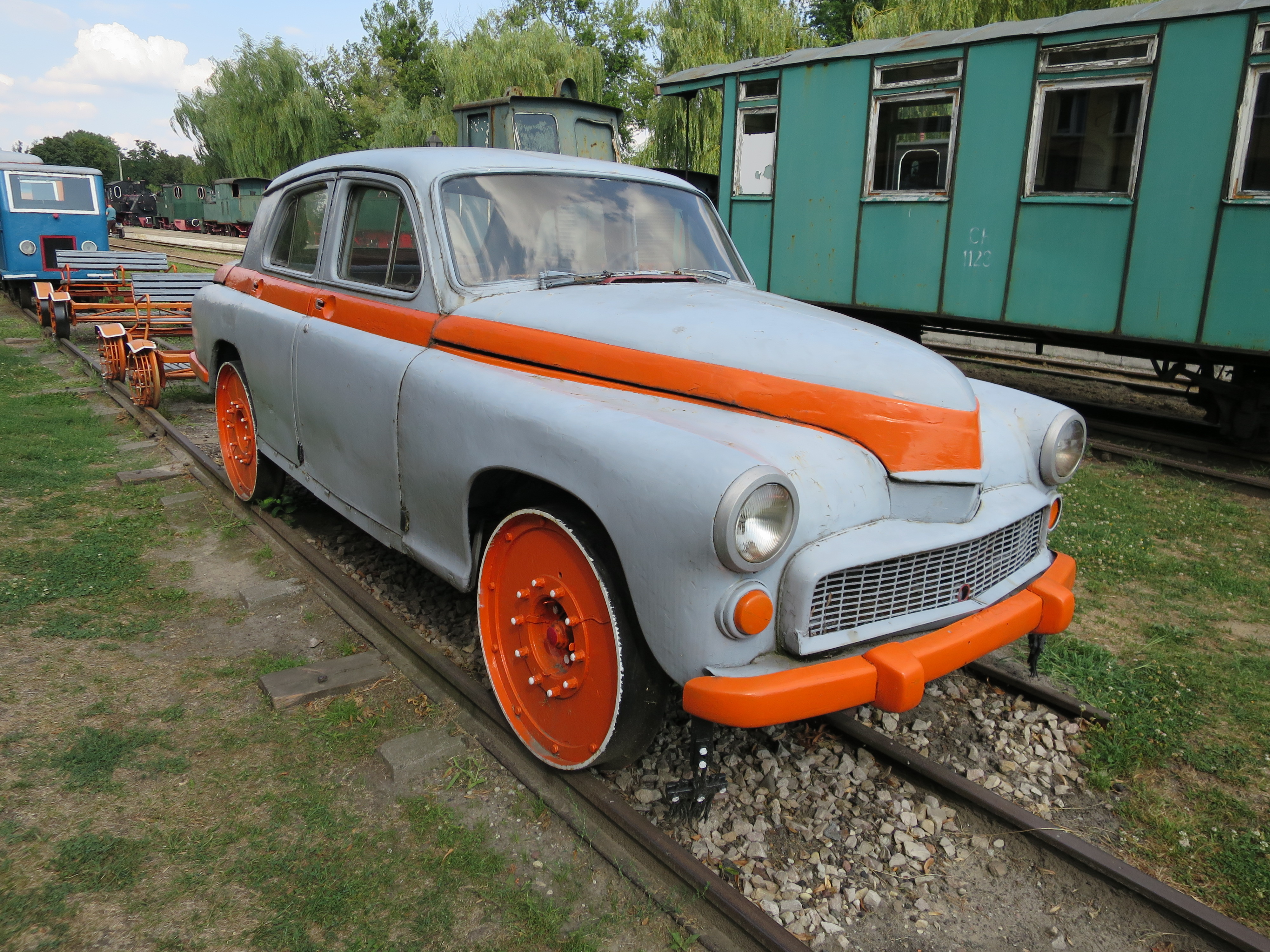
Draisinen im Eisenbahnmuseum Sochaczew

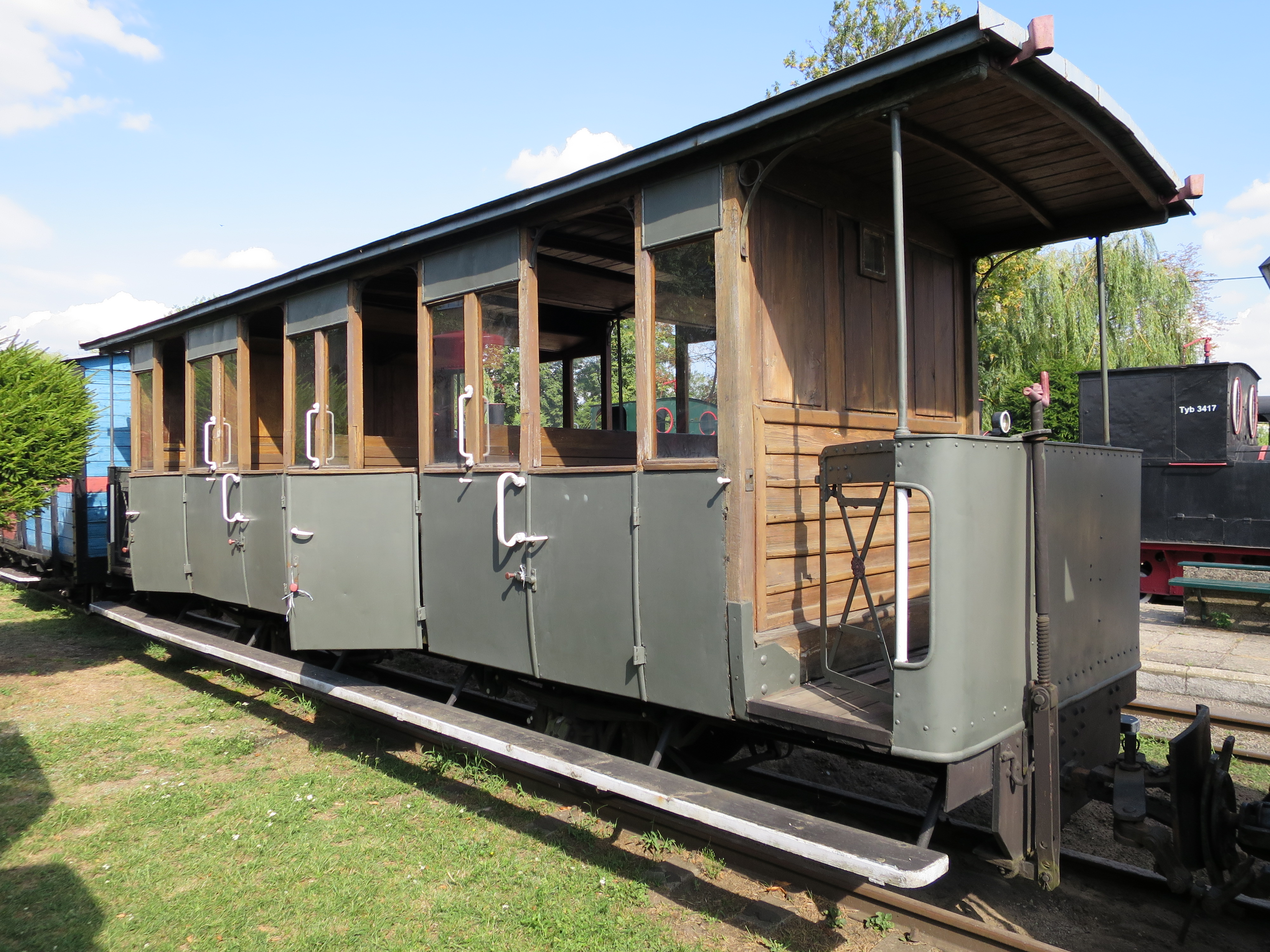
Sommerwagen aus dem Jahr 1900 von LHW im Eisenbahnmuseum Sochaczew

Im Retro-Zug werden fallweise zweiachsige Wagen eingesetzt, die früher bei Zuckerfabriken als Salonwagen verwendet wurden. Zur Sammlung gehört ein Sommerwagen mit der Bezeichnung Ch 113 von Linke-Hofmann-Busch aus dem Jahr 1900 mit der Bezeichnung Ch 1113 sowie ein vierachsiger Salonwagen aus dem Jahr 1930, hergestellt von Lilpop, Rau i Loewenstein.
Vorhanden sind zudem vierachsige Kesselwagen mit einem oder zwei Tanks, produziert 1913 bzw. 1929 ebenfalls von Lilpop, Rau i Loewenstein. Die Fahrzeuge wurden in der chemischen Industrie verwendet.
Elektrische Lokomotiven für Schmalspur sind vertreten durch Gruben- und Werklokomotiven. Einige Inspektionsfahrzeuge sind in der Sammlung zu sehen, darunter ein zu einer Eisenbahn-Draisine umgebauter Pkw FSO Warszawa. Zur Sammlung gehören auch einige Schmalspur-Dampfspeicherlokomotiven.